# 奥布河畔圣纳博尔
奧布河畔圣纳博尔（法語：Saint-Nabord-sur-Aube，法語發音：[sɛ̃ nabɔʁ syʁ ob]）是法国奥布省的一个市镇，属于特鲁瓦区。

## 地理
奥布河畔圣纳博尔（48°31'36"N, 4°12'51"E）面积8.55 平方千米，位于法国大東部大區奥布省，该省份为法国中北部省份，北起马恩省，西接塞纳-马恩省，西南至约讷省，东南至科多尔省，东临上马恩省。
与奥布河畔圣纳博尔接壤的市镇（或旧市镇、城区）包括：梅尼勒拉孔泰斯、圣雷米苏巴尔比伊斯、小托尔西、沃普瓦松、维内特。

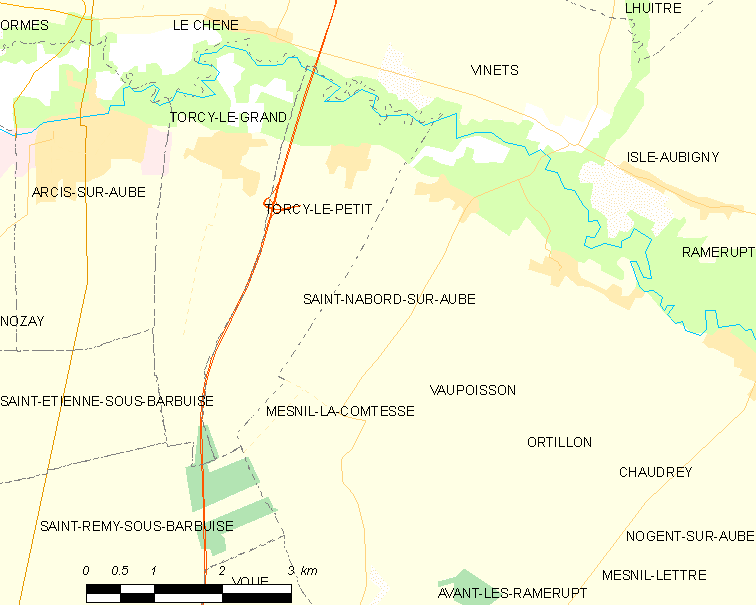
奥布河畔圣纳博尔的OSM定位图

奥布河畔圣纳博尔的时区为UTC+01:00、UTC+02:00（夏令时）。

## 行政
奥布河畔圣纳博尔的邮政编码为10700，INSEE市镇编码为10354。

## 政治
奥布河畔圣纳博尔所属的省级选区为奥布河畔阿尔西县。

## 人口

1962-2008年间奥布河畔圣纳博尔人口变化图示

奥布河畔圣纳博尔于2022年1月1日时的人口数量为140人。